# Igreja de Miranda do Douro
A Igreja de Miranda do Douro, antiga Sé de Miranda do Douro ou Concatedral de Miranda do Douro, é um templo católico localizado na cidade de Miranda do Douro, nordeste de Portugal.
A construção da igreja teve início em 1552, tendo sido concluída na última década do século XVI. O projecto foi feito por Gonçalo de Torralva e de Miguel de Arruda. Em 1566 o bispo D. António Pinheiro consagrou o altar-mor e em 1609, D. Diogo de Sousa informa o Papa que a construção fora concluída.
No interior, ressalta o retábulo do altar-mor sendo dos grupos escultóricos do Gregorio Fernández.
A Concatedral de Miranda do Douro é o maior templo religioso da região de Trás-os-Montes, estando classificada como Monumento Nacional de Portugal pelo decreto n.º 136 de 23 de junho de 1910.